# Falkenering

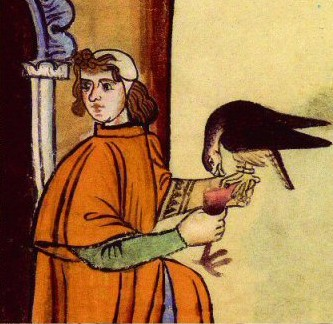
Illustration från den tysk-romerske kejsaren Fredrik II:s verk De arte venandi cum avibus.

Falkenering, eller falkjakt, är en form av jakt som bedrivs med rovfåglar. Rovfåglarna, vanligen falk, hök, örn eller uggla, tämjs och tränas att jaga åt sin förare. Sporten har varit populär bland kungligheter och adel i Mellanöstern, Kina, Indien och Västvärlden sedan förhistorisk tid. Unesco listade falkenering 2012 som ett levande kulturarv.

## Historia

Ornament som Le Grand Fauconnier de France hade rätt att infoga till sitt vapen.

Falkenering är på många håll en gammal tradition, som uppstod i Mesopotamien och Centralasien. Tidigare var forskare oense om jaktformens ursprung, med förfäktare för uppfattningen att den uppstod i exempelvis Indien eller Egypten; i forntidens Egypten, där falkguden Horus tillbads, jagade den politiska eliten med fåglar åtminstone från och med nittonde dynastin (1350-1205 f.Kr), men de första beläggen för jakt med just falkar eller hökar finns i litteratur från Ashurbanipals bibliotek och därför förläggs numera uppkomsten till Mesopotamien eller ännu tidigare Babylonien. Liknande jakt med fågel finns också från Handynastin i Kina under 200-talet f.Kr. och ungefär samtidigt spreds hökjakt till västvärlden då det nämns av Aristoteles. Dock skilde sig den europeiska jakten mycket från den i Mellanöstern, varvid falkenering i västvärlden inte kan sägas ha fornhistorisk hävd. Under tidig medeltid förde kelterna eller goterna falkjakten till Europa. I Skandinavien är falkenering belagd från och med vikingatiden. Under medeltiden i Europa var det en populär sysselsättning för högreståndspersoner, och den utgjorde i stor utsträckning ett jaktregale.
Den tysk-romerske kejsaren, kungen av Sicilien och Jerusalem, Fredrik II von Hohenstaufen skrev en omfattande framställning om falkenering, De arte venandi cum avibus. Det är troligen den första avhandlingen i ornitologi i västvärlden. De arte venandi cum avibus bygger på ett arabiskt manuskript om falkenering, som Fredrik II lät översätta och sedan själv vidareutvecklade med teorier som testades med experiment.
Eleonora av Arborea lät införa djurskydd för falkar och deras bon. I Frankrike skapades ett särskilt ämbete vid det kungliga hushållet, Le Grand Fauconnier de France på 1200-talet med ansvar för falkenering. Detta ämbete avskaffades som följd av franska revolutionen.

## Tillvägagångssätt
Falkenering förutsätter att jägaren har tämjt en rovfågel som infångats från det vilda (eller i undantagsfall fött upp), och tränat den för att bedriva jakt åt sig. Falkarna hålls inte inburade men brukar ha ett eget rum eller inhägnad som kallas mews. Vid jakt släpps fågeln fri. Om jägaren ger upp eller vill byta plats kallar denne fågeln till sig med ett lockrop. De som återvänder gör så för att de lärt sig att föraren ger dem mat av god kvalitet, beskydd och trygghet. Fåglar som valt friheten kan därför återvända till platsen de släpptes på dagen därpå eller nästa jaktsäsong och då låta sig infångas. Bytena är ofta för stora för fågeln att flyga tillbaka med. Istället är det föraren som får finna rovfågeln efter att jakten är över, och ibland hjälps då rovfågeln och jägaren åt för att döda bytet.
En mycket stor del av falkeneringen handlar om relationen mellan rovfågeln och föraren, som är mycket tidskrävande. Det finns sjukhus för falkar som används inom falkenering. Världens största falksjukhus är Abu Dhabi Falcon Hospital (ADFH) och Dubai Falcon Hospital (DFH), som är världsledande specialister på falkens fysiologi och sjukdomar. När fågeln utan att det är jakt vistas utanför mews, exempelvis vid transport, har den en huva som skymmer sikten, för att inte fågeln ska stressas av synintryck.

## I Sverige
Jakt med rovfåglar tycks att döma av arkeologiska fynd ha introducerats i Sverige under folkvandringstid (500-talet). Det berättas om Olof Skötkonung att han var en passionerad falkjägare. Sannolikt har det även förekommit under medeltiden i vissa delar av Sverige. I en av Sveriges landskapslagar från 1300-talet, Västmannalagen, omnämns jakt "med hök och hund".
Falkjakt återinfördes vid det svenska hovet omkring 1550. Falkjakt förekom därefter av och till vid hovet åtminstone till mitten av 1700-talet. Den siste kunglige falkeneraren (bosatt i  falkenerarbostället vid Solna kyrka) dog så sent som 1867. Det finns inget som tyder på att falkjakt förekom någon annanstans i Sverige än just vid hovet efter 1350. Däremot bedrevs fångst av pilgrimsfalk och jaktfalk av främst tyska falkfångare på flera håll i Sverige åtminstone fram till 1760-talet.[källa behövs] Duvhök var den dominerande jaktfågeln i Sverige. Falkar är bara lämpade för jakt i öppen terräng och i det skogiga Sverige är duvhöken betydligt effektivare. Det finns dock även en del fynd av jaktfalk och pilgrimsfalk, medan stenfalken som var en populär jaktfågel på kontinenten (speciellt för damer) knappast förekom alls i Sverige. Nuförtiden är falkenering förbjuden i Sverige.

## I nutid

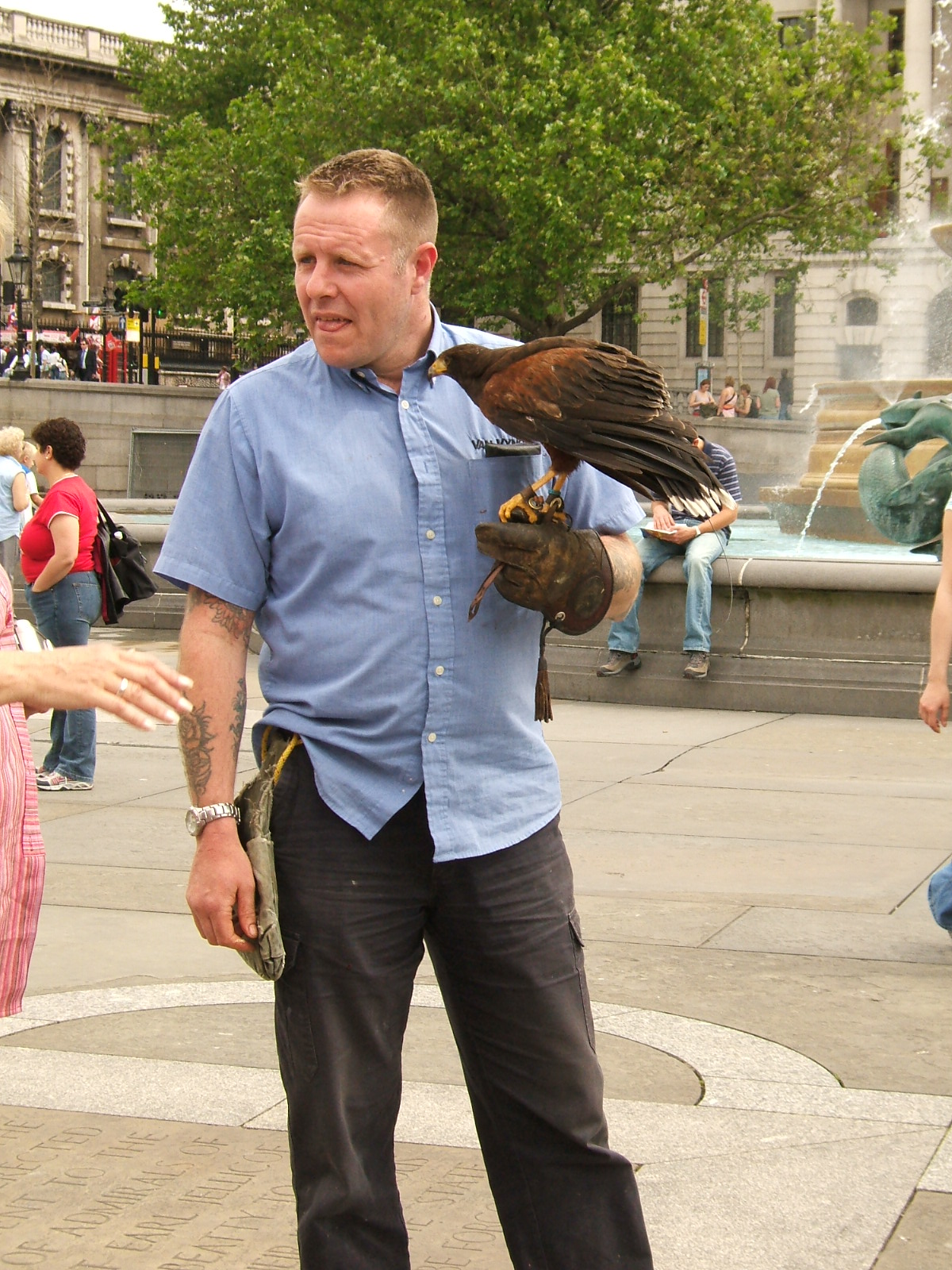
Nutida falkenerare

"The International Association for Falconry" är en internationell sammanslutning av 75 förbund från 53 länder, vilka tillsammans har cirka 30 000 medlemmar.
I Storbritannien regleras falkeneringen främst av Wildlife and Countryside Act 1981 Enligt denna lag ska det vara tillåtet att jaga på detta sätt och det behövs inte något särskilt tillstånd.[källa behövs]

## Biologiska aspekter
Falkenerare har påståtts vara till hjälp vid uppfödning i naturvårdande syfte för att rädda vissa hotade rovfågelarter, exempelvis pilgrimsfalken. Samtidigt utgör falkenering ett hot mot flera falkarter, exempelvis tatarfalk, på grund av handel med ägg och ungfåglar som fångats i det vilda. Falkenering medför även att svaga rovfågelsbestånd hotas, då förrymda hybridfalkar kan fortplanta sig med vilda falkar och därmed kontaminera genpoolen.
För att minska boplundring av vilda fåglar har avelsverksamheten ökat. För detta nyttjas ofta konstgjord befruktning där de flesta falkarter kan blandas. År 2005 föddes minst 6900 uppavlade falkar i EU, där nästan hälften utgjordes av hybrider. Årligen rymmer tusentals uppfödda falkar i samband med jakt och bland dessa finns ökande antal hybridfalkar som blandar sig med vilda falkpopulationer.

## Som kulturarv
UNESCO har erkänt falkenering som en del av människans gemensamma kulturarv.

## Noter

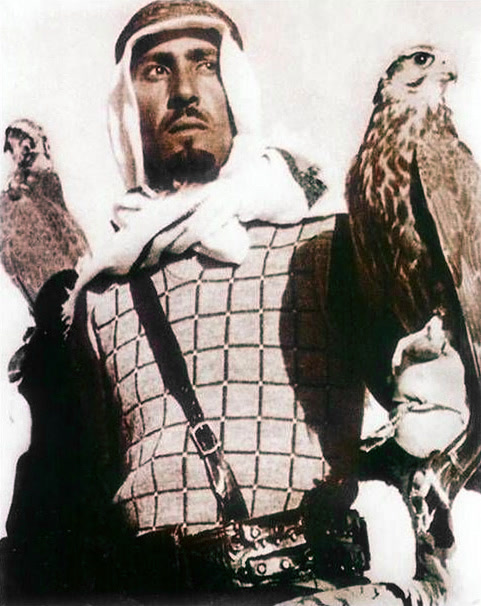
Saudiarabiens f.d. kung Abdullah bin Abdul Aziz.